# Fiat Tagliero
L'edificio Fiat Tagliero ad Asmara, capitale dell'Eritrea, è una ex stazione di servizio in stile futurista, completata nel 1938 e progettata dall'ingegnere italiano Giuseppe Pettazzi, come inno architettonico alla fabbrica del Lingotto della Fiat a Torino.

## Storia e descrizione
Benché l'edificio fosse concepito fin dall'inizio come semplice stazione di benzina, Pettazzi la progettò secondo forme avveniristiche che ricordano la figura di un aeroplano. Giovanni Tagliero era il direttore della fabbrica FIAT locale, che visse in Eritrea fino al 1974. 

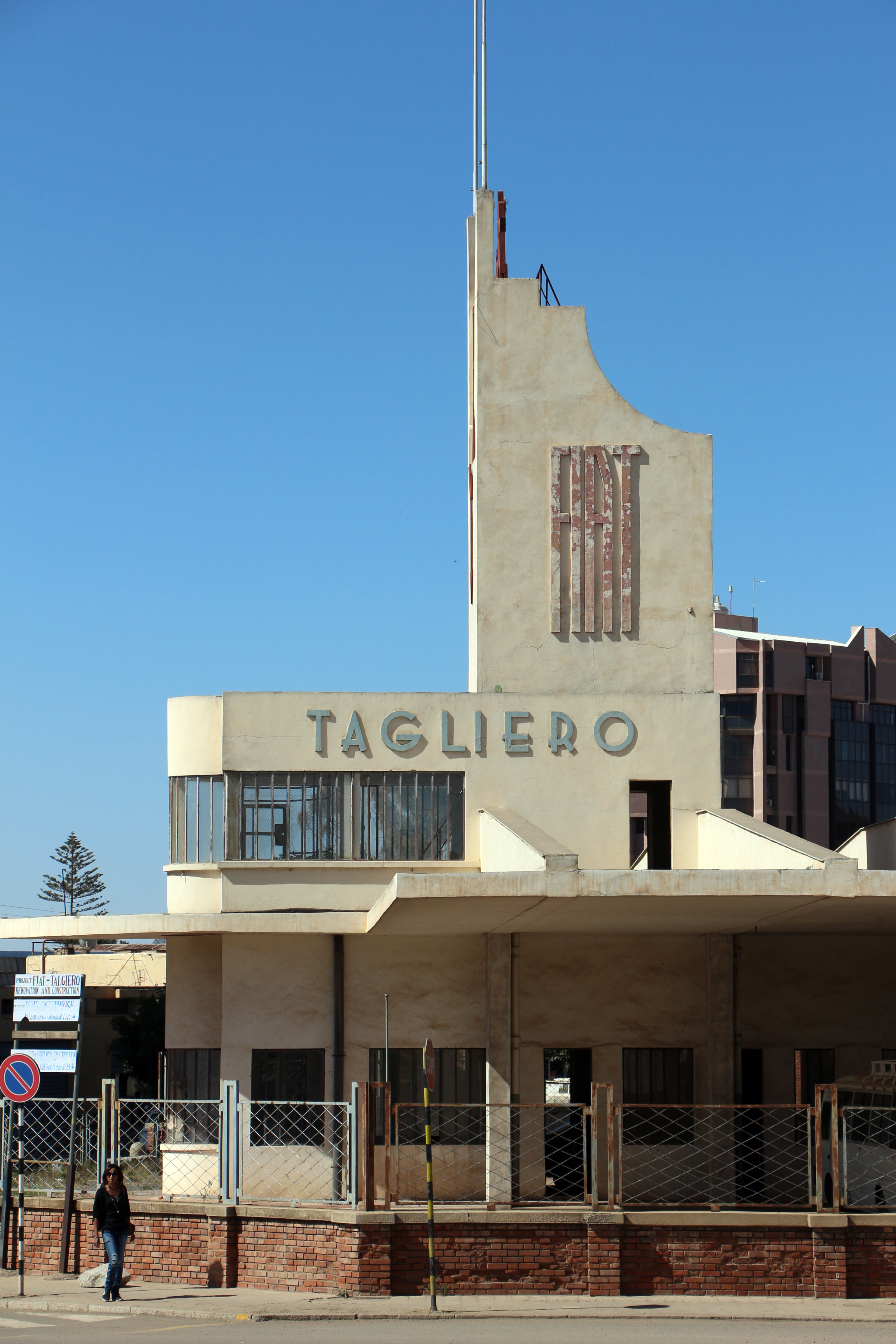
Veduta laterale

La stazione è composta da una torre centrale, che incorpora l'ufficio e il negozio, ai cui lati ci sono due ali di 15 metri di sbalzo. Le ali sono costruite in calcestruzzo e non strutturalmente supportate. Secondo le leggi in vigore in Italia (e quindi anche in Eritrea, al tempo colonia italiana) nel 1930, le ali avrebbero dovuto essere sostenute; sui disegni tecnici del palazzo ci sono infatti i pilastri di legno di sostegno. Il giorno prima della sua inaugurazione, i lavoratori che avevano completato le ali si rifiutarono di rimuovere i supporti utilizzati durante la fase di costruzione, temendo che le strutture sarebbero crollate, sicché il Pettazzi dovette minacciare pesantemente il costruttore per convincerlo: le ali tennero e da allora sono stabilmente al loro posto.
Dal 1938 l'edificio, tra i più famosi della capitale, è ancora strutturalmente sano; non è stato danneggiato durante i numerosi conflitti che hanno colpito il Corno d'Africa nel Novecento. Nel 2003 è stata eseguita un'operazione di restauro. Come bene nazionale di valore storico, l'edificio, di proprietà della Shell, è stato classificato dallo Stato eritreo nella categoria "I", ovvero nessuna sua parte può essere modificata in alcun modo; sebbene l'interno sia stato mortificato nel corso degli anni da murature che dividono l'ambiente in alcune piccole stanze.

## Retaggio

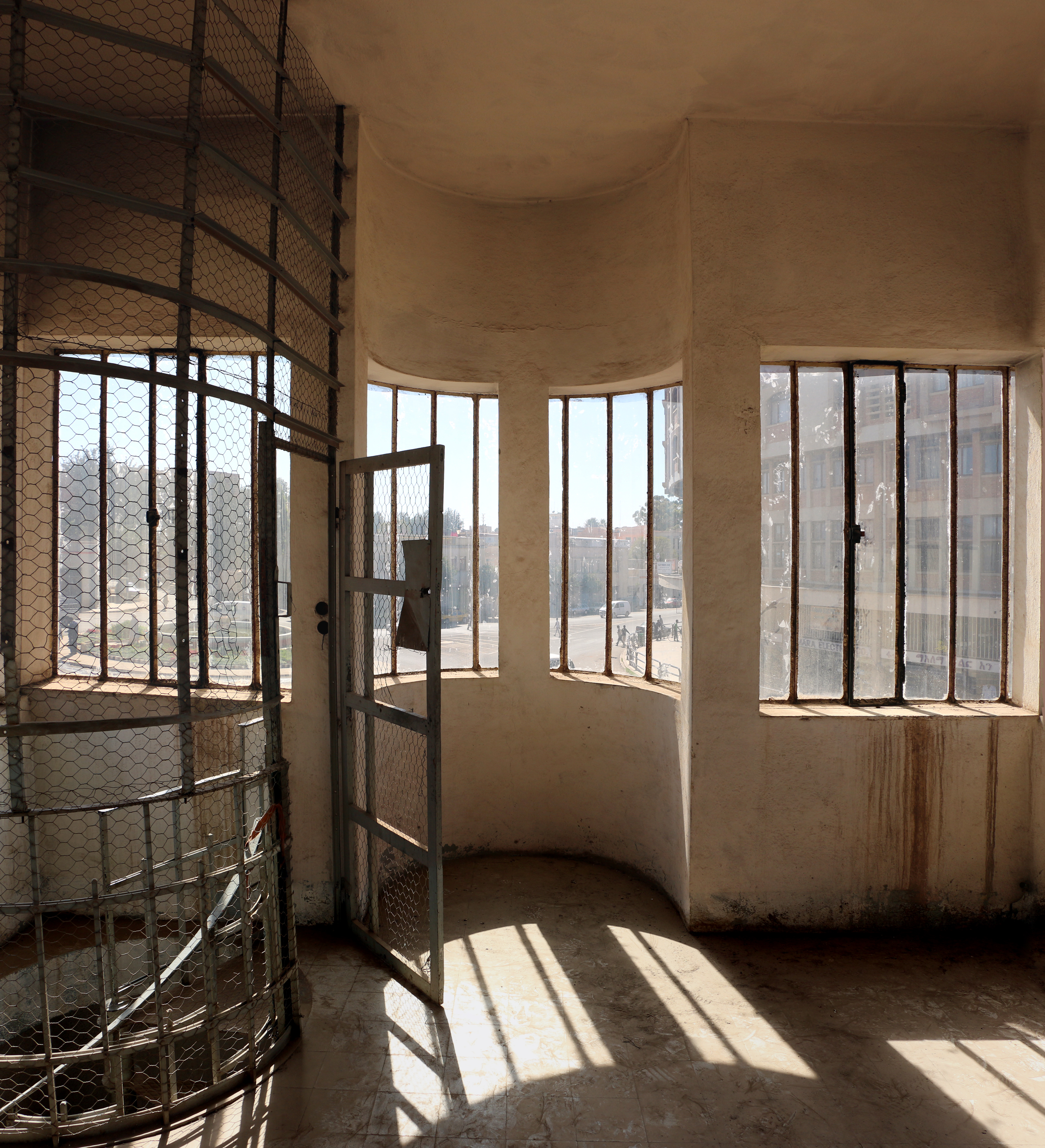
Interno

La scenografica opera ha ispirato diverse iniziative artistico-culturali in Eritrea, in Italia e nel resto del mondo. Fra gli esempi più lampanti di contrasto fra primitivismo e modernismo al momento della sua realizzazione, ha ispirato negli anni a seguire molte architetture della capitale. Questa influenza, abbinata allo stile e alla tecnologia ad essa applicata, le ha portato l'appellativo di "astronave coloniale". Le sue forme hanno ispirato elementi d'arredo e una mostra tenutasi a Milano nel 2010, dove l'edificio è stato scelto come icona del colonialismo italiano in Eritrea in una retrospettiva fotografica che metteva in luce proprio il rapporto, ormai dimenticato, fra l'Italia e l'allora colonia africana.
L'edificio viene definito come simbolo di avanguardia tecnologica. Fra la popolazione vi è la credenza, non confermata, che l'ingegnere Giuseppe Pettazzi fosse stato "spedito" nella provincia africana perché troppo all'avanguardia, e quindi "scomodo" per il regime fascista che era al potere in Italia.